# 馬鳴山 (彰化縣)
馬鳴山，是臺灣彰化縣秀水鄉的一個傳統地域名稱，位於該鄉中北部。相較於今日行政區，其範圍大致包括鶴鳴村、馬興村東南部。

## 歷史
台灣清治末期至日治初期，馬鳴山地區為一街庄，稱為「馬鳴山庄」，隸屬於馬芝堡。該庄北與溝墘庄、馬興庄為鄰，東與莿桐腳庄、秀水庄為鄰，南邊為安東庄，西邊為大崙庄、打鐵厝庄。
1901年（日治明治三十四年）11月，該庄隸屬於彰化廳。1909年（明治四十二年）10月，改隸屬於臺中廳。1920年（大正九年），該庄改制為「馬鳴山」大字，隸屬於臺中州彰化郡秀水庄，大字下有「馬鳴山」、「頭前厝」小字名。
戰後秀水庄改制為秀水鄉，隸屬於彰化縣，大字亦改制為村。

## 交通
縣道142號（彰鹿路）是鹿港至彰化莿桐腳的道路，大致以橫向經過馬鳴山地區南部，往西可前往鹿港，往東可前往彰化莿桐腳接省道台19線，亦可由彰化交流道進入國道1號。